# 잽투잇
잽투잇(Zap2it)은 미국의 웹사이트다. 미국과 캐나다의 텔레비전 네트워크와 채널들의 편성표를 제공한다. 이전 명칭은 스크리너(Screener)였다.

## 같이 보기
- 웹사이트 목록